# Barbudo
Barbudo is een plaats (freguesia) in de Portugese gemeente Vila Verde en telt 1 848 inwoners (2001).